# Ca' Corner della Regina
Ca' Corner della Regina és un palau venecià, situat al barri de Santa Croce i amb vistes al Gran Canal, prop de Ca' Pesaro, entre Ca' Favretto i el Palau Correggio. Ha estat la seu veneciana de la Fundació Prada des del 2011.

## Història
El palau va ser construït sobre el solar d'edificis preexistents per ordre de la família Corner al segle XVIII, per l'arquitecte Domenico Rossi. Després de l'extinció de la noble família veneciana, Ca' Corner della Regina es va convertir en una casa d'empenyoraments al segle XIX, mentre que del 1975 al 2010 va acollir l'ASAC, l'Arxiu Històric d'Art Contemporani de la Biennal de Venècia. Des del maig del 2011 ha acollit exposicions d'art contemporani i activitats culturals de la Fundació Prada. La fundació ha començat la restauració conservadora del palau, planificada gradualment segons les directrius de la Superintendència per al Patrimoni Arquitectònic i Paisatgístic de Venècia i la Llacuna, amb el suport de la Fondazione Musei Civici di Venezia. L'edifici va ser venut recentment pel municipi de Venècia a Miuccia Prada per 40 milions d'euros.

## Arquitectura
En construir Ca' Corner, Rossi va tenir presents les noves línies que Baldassarre Longhena estava establint al Gran Canal amb el proper Ca' Pesaro, de les quals el palau s'inspira visiblement. És un edifici modulat en tres nivells, però particularment esvelt també per la presència de dos entresols, a les golfes i entre la planta baixa i el primer pis.
El portal principal, en posició central, és d'arc de mig punt i es desenvolupa en alçada, sobre un fons rústic que caracteritza el primer nivell i l'entresol, inspirat en les façanes renaixentistes. El primer dels dos pisos principals està travessat per una balustrada, sobre la qual hi ha set finestres d'arc de mig punt i una sola obertura amb mascaró clau, entre les quals hi ha semi columnes jòniques.
Una gran corda separa aquest nivell del segon pis principal, que té set finestres disposades regularment, però aquí són de forma rectangular i cadascuna està coronada per un timpà; entre elles es col·loquen simètricament grans semi columnes corínties, que també afecten l'entresol, al nivell del qual descansen sobre trams d'arquitrau, que al seu torn descansen sobre la prima cornisa de la teulada. Aquesta última, en una posició central, té dues finestres de mansarda.